# Pachycondyla obscuricornis
Pachycondyla obscuricornis är en myrart som beskrevs av Carlo Emery 1890. Pachycondyla obscuricornis ingår i släktet Pachycondyla och familjen myror.

## Underarter
Arten delas in i följande underarter:
- P. o. latocciput
- P. o. obscuricornis

## Bildgalleri

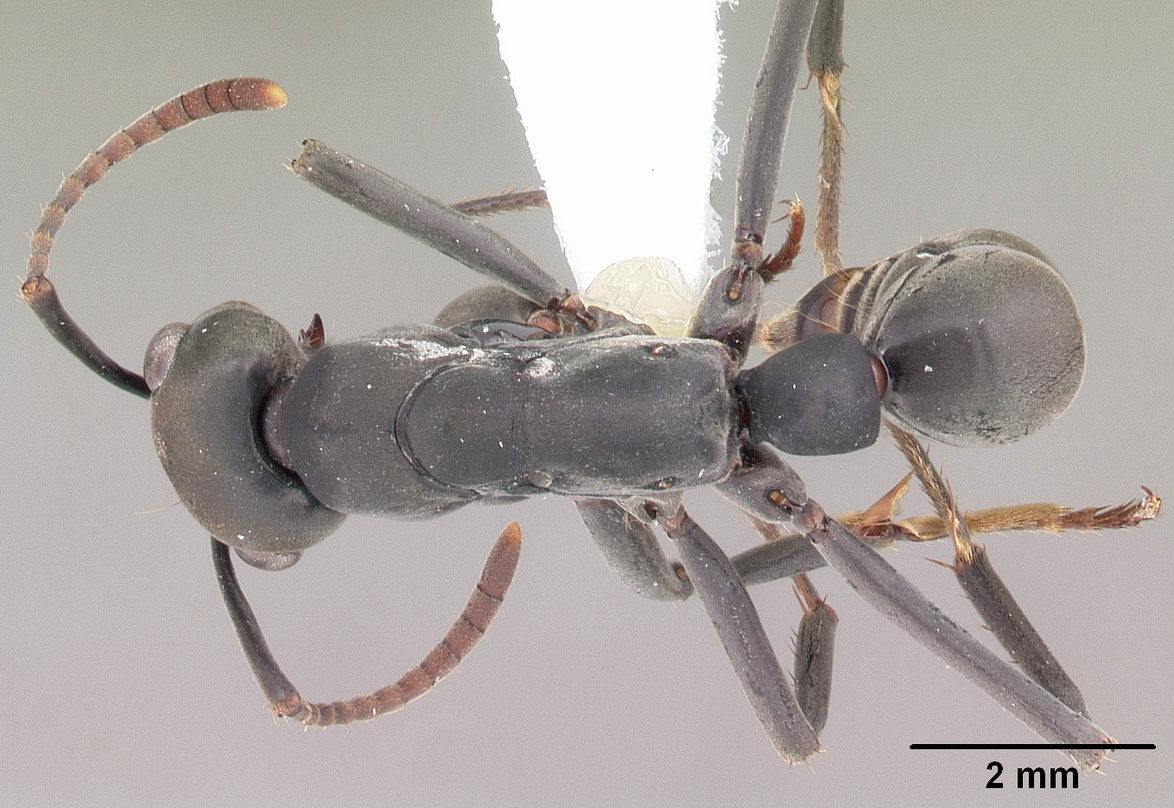
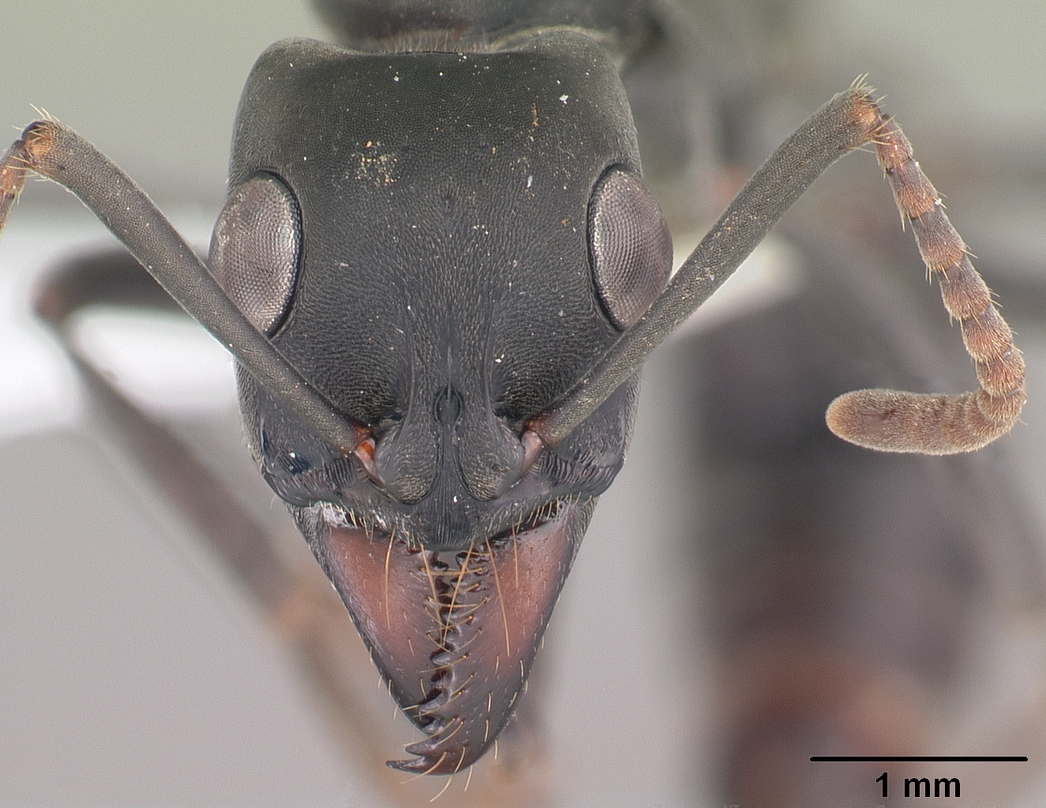
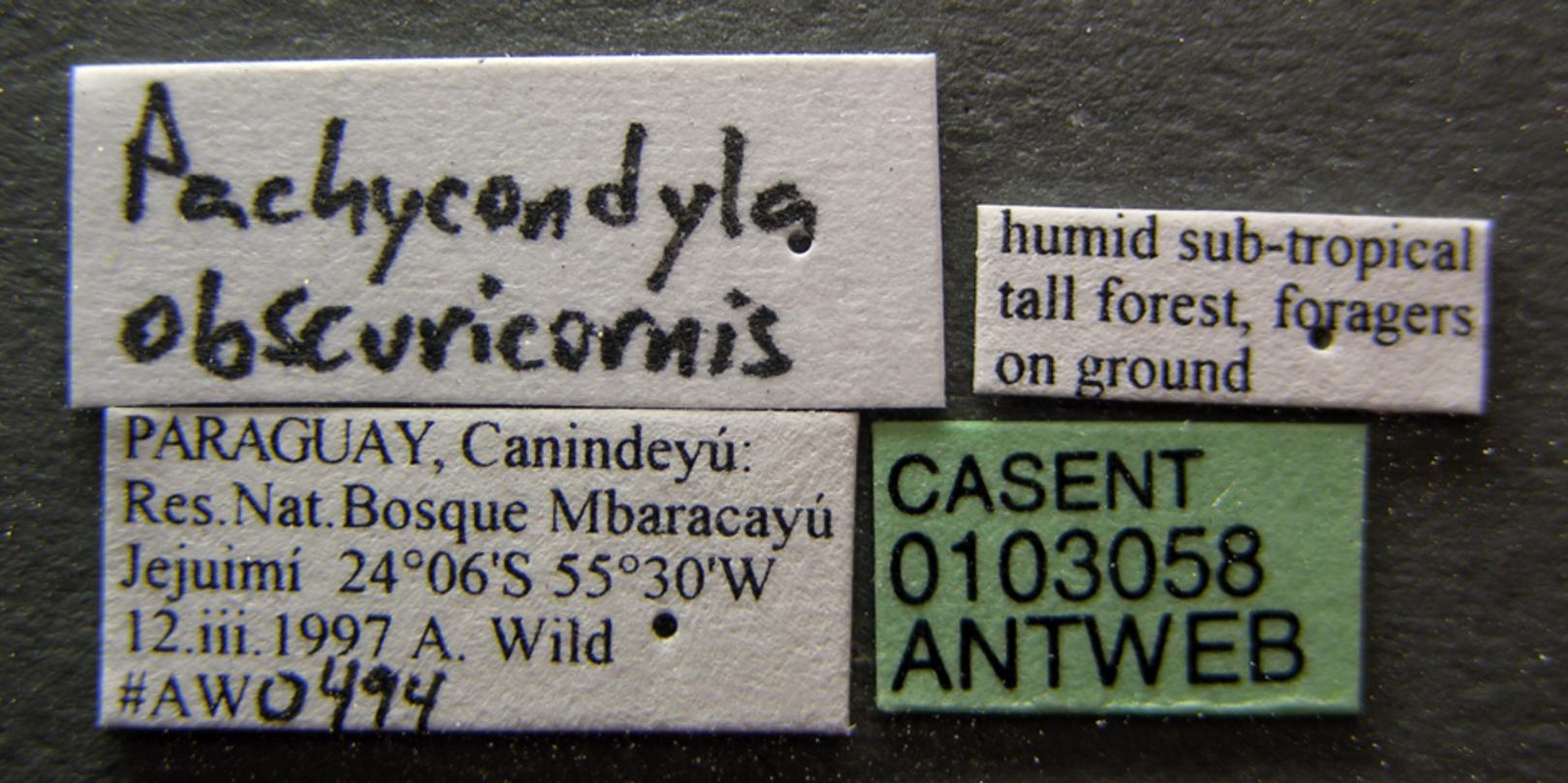
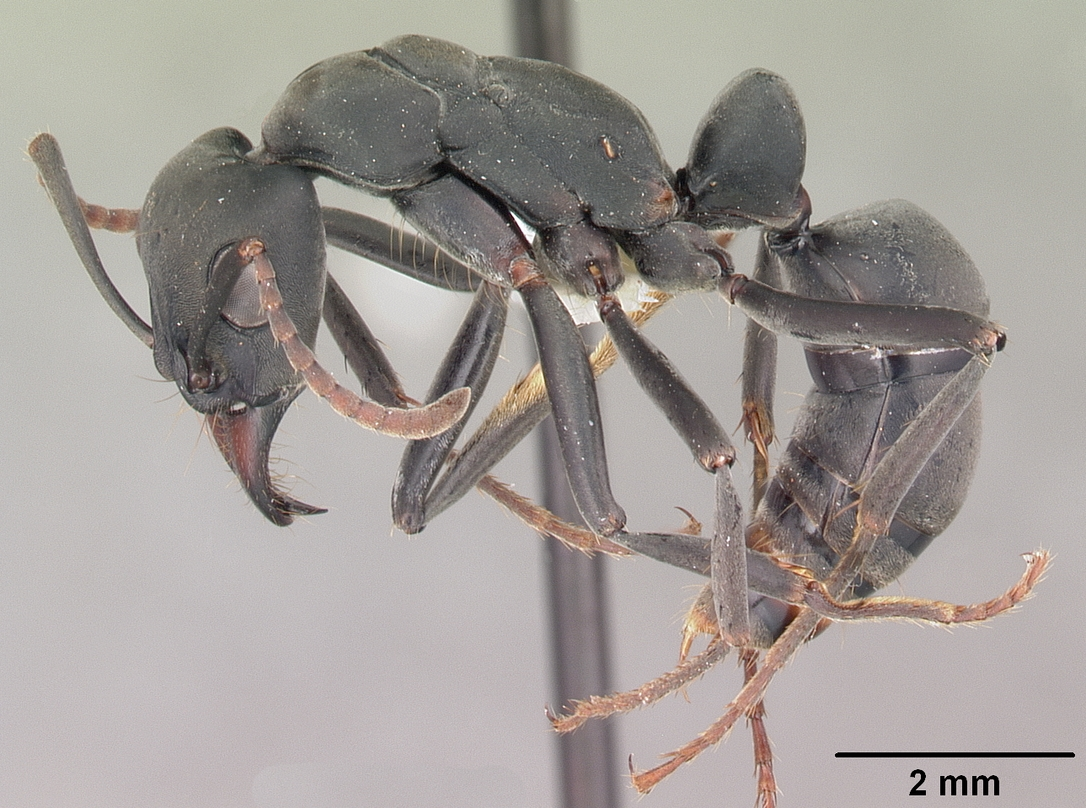